# Ванговець
Ванговець (Tephrodornis) — рід горобцеподібних птахів родини вангових (Vangidae). Включає чотири види.

## Таксономія
Традиційно рід відносили до родини личинкоїдових (Campephagidae). У 2006 році на основі філогенетичного аналізу ванговців віднесли до родини Tephrodornithidae, а в 2012 році згідно з даними генетичних досліджень переведені до родини Vangidae.

## Поширення
Рід широко поширений на Індійському субконтиненті, у Південно-Східній Азії та на півдні Китаю.

## Види
- Ванговець великий (Tephrodornis gularis)
- Ванговець малабарський (Tephrodornis sylvicola)
- Ванговець малий (Tephrodornis pondicerianus)
- Ванговець цейлонський (Tephrodornis affinis)